# بني آدم مع وقف التنفيذ
بني آدم مع وقف التنفيذ مجموعة قصصية جديدة للكاتب محمد التهامي. تدور قصص المجموعة حول أحلام المراهقين وكيف يتم تدميرها وقتلها والصراع الحلم والواقع. تتضمن المجموعة عدد من القصص التي أثارت جدلا كبيرا في المجتمع المصري مثل:
- عيش حياتك على طبيعتها
- يوم أنسحاب العدو
- 67 مدينة الحب المهجورة
- الملل العبقري
- لا تحب فتاة تدعى هبه
- حلم الحب راح
- لم نفسك
- دكتور وحيد ما زال وحيد[1]

## المصدر
1. ↑  موقع ابجد_بني ادم مع وقف التنفيذ نسخة محفوظة 29 سبتمبر 2018 على موقع واي باك مشين.